# Bazardüzü
Bazardüzü (azer. Bazardüzü dağı; ros. Базардюзю, trl. Bazardjuzju, trb. Bazardiuziu; lezg. Кичlен сув, trl. Kičhen suv) – góra w Paśmie Głównym Wielkiego Kaukazu, położona na granicy Azerbejdżanu (Qusar rayonu) i Rosji (Republika Dagestanu), o wysokości 4466 m n.p.m. (dwunasta pod względem wysokości bezwzględnej góra w Wielkim Kaukazie). Jej wierzchołek stanowi najwyżej położony punkt wschodniego Kaukazu i Azerbejdżanu. Jest także drugim po Elbrusie (5642 m n.p.m., wybitność – 4741 m) szczytem Wielkiego Kaukazu pod względem wybitności – 2454 m.

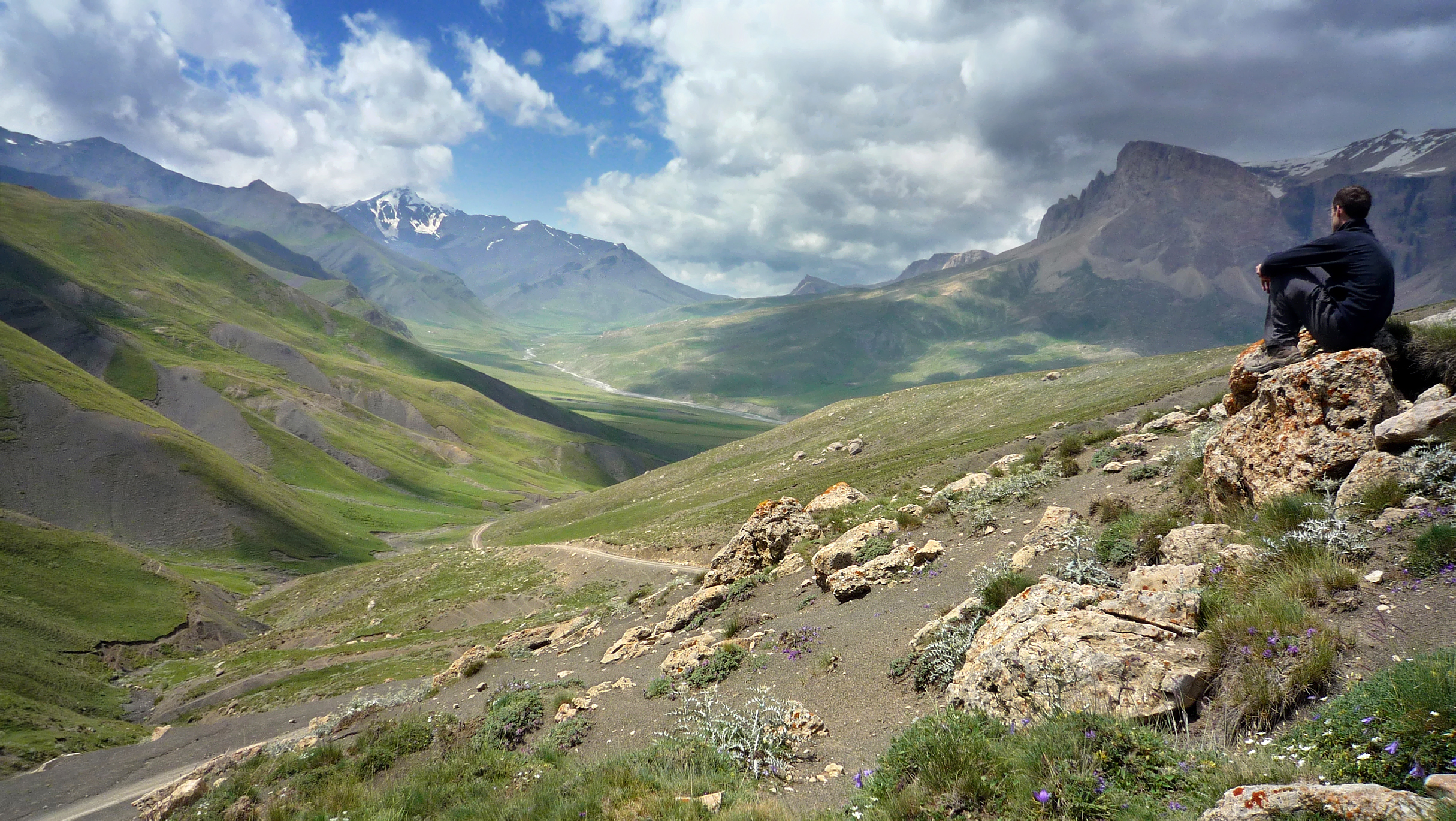
Bazardüzü widziana z doliny Xınalıq

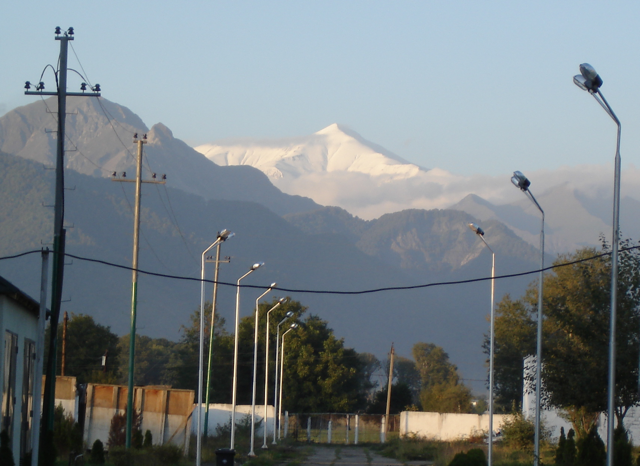
Bazardüzü widziana z azerskiego miasta Qəbələ

Pierwszego odnotowanego historycznie wejścia dokonał Rosjanin A. Aleksandrow w 1847 roku, który zdobył szczyt północno-wschodnią granią.
Góra zbudowana jest z łupków krystalicznych i porfirów pochodzących z jury środkowej (aalen). Jej zbocza pokryte są gołoborzami. Po północnej stronie góry mogą znajdować się niewielkie lodowce, choć opracowanie z 2011 roku wskazuje, że lodowców już na tym obszarze nie ma, a wierzchołek góry pokrywa firn.
Bazardüzü znajduje się w granicach Parku Narodowego Şahdağ. W 2000 roku góra wraz z obszarem u jej południowego podnóża, o łącznej powierzchni około 4000 ha, została włączona przez BirdLife International do sieci ostoi ptaków IBA. Na jej terenie zidentyfikowano między innymi co najmniej cztery gatunki ptaków szponiastych: orłosępa Gypaetus barbatus, sępa płowego Gyps fulvus, ścierwnika Neophron percnopterus, orła przedniego Aquila chrysaetos. Ponadto zaobserwowano pleszkę kaukaską Phoenicurus erythrogaster, gatunek z rzędu wróblowych, którego areał ograniczony jest do Azji Środkowej i Kaukazu. Stwierdzono także cztery gatunki ptaków spośród dziesięciu w Europie, których zasięg w okresie lęgowym jest ograniczony wyłączenie do euroazjatyckich obszarów wysokogórskich. Powołanie obszaru jako ostoi ptaków IBA przez BirdLife International było możliwe ze względu na występowanie gatunków, które wypełniają kryteria A1 (gatunki globalnie zagrożone) i A3 (gatunki ograniczone do danego biomu).
Jest to także obszar dość licznego występowania koziorożca walcorogiego Capra cylindricornis, gatunku endemicznego dla środkowego i wschodniego Wielkiego Kaukazu, bliskiego zagrożenia (NT – Near Threatened) według Międzynarodowej Unii Ochrony Przyrody.